# Cantó de Nogent-le-Roi
El cantó de Nogent-le-Roi és un cantó francès del departament d'Eure i Loir, situat al districte de Dreux. Té 18 municipis i el cap és Nogent-le-Roi.

## Municipis
- Le Boullay-Mivoye
- Le Boullay-Thierry
- Boutigny-Prouais
- Bréchamps
- Chaudon
- Coulombs
- Croisilles
- Faverolles
- Lormaye
- Néron
- Nogent-le-Roi
- Ormoy
- Les Pinthières
- Saint-Laurent-la-Gâtine
- Saint-Lucien
- Senantes
- Villemeux-sur-Eure
- Villiers-le-Morhier

## Història
| Data d'elecció                           | Identitat         | Partit         | Qualitat |
| ---------------------------------------- | ----------------- | -------------- | -------- |
| 1951-1970                                | M. Chaise         | radical        |          |
| 1970-1980                                | Edmond Thorailler | UDR            |          |
| 1980-1994                                | Michel Beaujouan  | Divers droite  |          |
| 1994-                                    | Jean-Paul Mallet  | Sense etiqueta |          |
| les dades anteriors no són pas conegudes |                   |                |          |
|                                          |                   |                |          |

## Demografia
| A partir de 1990: Població sense dobles comptes |